# Damoh
Damoh est une ville indienne située dans le district de Damoh dans l'État du Madhya Pradesh. En 2001, sa population était de 112 160 habitants.

## Traduction
- (en) Cet article est partiellement ou en totalité issu de l’article de Wikipédia en anglais intitulé « Damoh » (voir la liste des auteurs).